# Diplocomium longisetum
Diplocomium longisetum là một loài Rêu trong họ Meesiaceae. Loài này được (Hedw.) F. Weber & D. Mohr mô tả khoa học đầu tiên năm 1803.